# 民治駅
民治駅（みんち-えき）は中華人民共和国深圳市竜華区に位置する深圳地下鉄環中線の駅。

## 駅構造
- 島式ホーム1面2線を有する地下駅。ホームドアを設置。

| 環中線ホーム (B2F) | ←■環中線 前海湾方面 |
| 環中線ホーム (B2F) | 島式ホーム          |
| 環中線ホーム (B2F) | ■環中線 黄貝嶺方面→ |

## 歴史
- 2011年6月22日 - 開業。

## 隣の駅
深圳地下鉄
■環中線
深圳北駅 - 民治駅 - 五和駅